# Isabella Ford

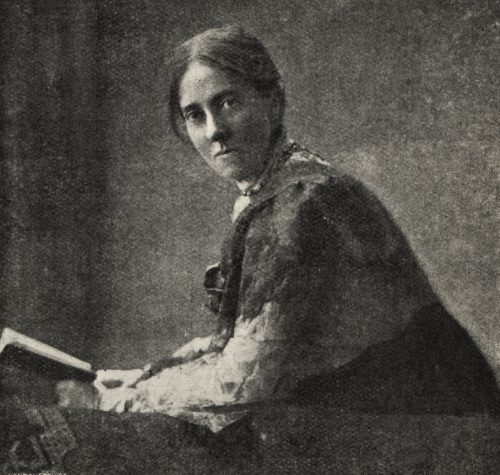
Isabella Ford (Januar 1924)

Isabella Ford, auch Isabella Ormston Ford, (geboren am 23. Mai 1855 in Headingley, Leeds, UK; gestorben am 14. Juli 1924, Leeds) war eine englische Sozialreformerin, Frauenwahlrechtsaktivistin und Schriftstellerin. Sie wurde eine öffentliche Rednerin und sie schrieb Kampfschriften über Themen des Sozialismus, des Feminismus und der Arbeiterrechte. Nachdem sie sich schon in einem frühen Alter mit den Rechten der Fabrikarbeiterinnen beschäftigt hatte, kümmerte sie sich in den 1880er Jahren um die Organisation einer Gewerkschaft. Als Mitglied des „National Administrative Council“ der Independent Labour Party war sie die erste Frau, die auf einer Zusammenkunft des „Labour Representation Committee“ sprach, woraus dann die Labour Party hervorging.

## Leben und Werk
Isabella Ford wurde in Headingley, Leeds, im Norden Englands geboren. Sie war die jüngste von acht Kindern des Quäkers Robert Lawson Ford und seiner Frau Hannah (geborene Pease). Ihre Mutter war eine Cousine der Abolitionistin Elizabeth Pease Nichol. Ihr Vater war ein Rechtsanwalt, der eine lokale Abendschule für Fabrikarbeiter-Mädchen betrieb. Der Kontakt mit diesen Mädchen gab Ford und ihren Schwestern Einblick in die Klassenunterschiede und in die Arbeitsbedingungen. Als sie 16 Jahre alt war, begann sie an der Schule ihres Vaters zu unterrichten.
In den 1880er Jahren war Ford gewerkschaftlich tätig. Sie arbeitete mit Schneiderinnen zusammen, die für bessere Arbeitsbedingungen kämpften; sie half ihnen eine Gewerkschaft zu gründen und sie war mit dabei, als sie 1889 zu streiken begannen. In den Jahren 1890 bis 1891 marschierte sie mit den Arbeitern und Arbeiterinnen der
„Manningham Mills“ (Manningham-Fabriken) in Bradford mit. Ein Resultat ihres Engagements war, dass sie zu einem lebenslangen Mitglied des „Leeds Trades and Labour Council“ ernannt wurde.
Sie half in Leeds mit bei der Gründung der Independent Labour Party (ILP) und wurde Präsidentin der „Leeds Tailoresses’ Union“ (Gewerkschaft der Schneiderinnen von Leeds). Ihre Hauptinteressen waren die Organisation von Gewerkschaften, der Sozialismus und das Frauenwahlrecht. Sie überwand ihre natürliche Befangenheit und wurde eine geübte Rednerin in der Öffentlichkeit. Sie sprach auf vielen Veranstaltungen, die sich mit dem Sozialismus, den Arbeiterrechten und der Emanzipation der Frauen beschäftigten. Sie schrieb viele Kampfschriften und hatte auch eine Kolumne in der Zeitschrift Leeds Forward. 1895 wurde sie zum „Parish Councillor“ für „Adel cum Eccup“ in Leeds gewählt.
In den 1900er Jahren konzentrierte Ford ihre Arbeit auf die ILP und wurde in das „National Administrative Council“ gewählt. Sie kümmerte sich mehr um die nationale Frauenwahlrechtsbewegung, fühlte aber, dass der Feminismus und die Arbeiterbewegung gleichermaßen wichtig waren. 1903 sprach sie als erste Frau auf der jährlichen Konferenz des „Labour Representation Committee“ (der späteren Labour Party).
Nach einer Debatte im Jahr 1914 mit der späteren Politikerin Margaret Bondfield beschrieb Sylvia Pankhurst Ford als

“a plain, middle-aged woman, with red face and turban hat crushed down upon her straight hair, whose nature yet seemed to me … kindlier and more profound than that of her younger antagonist.”

„eine schlichte Frau mittleren Alters mit rotem Gesicht und einem Turbanhut, der tief auf ihren glatten Haaren saß, deren Wesen für mich … freundlicher und tiefgründiger zu sein schien als das ihrer jüngeren Kontrahentin.“

## Privatleben
Ford war befreundet mit dem Labour-Politiker Philip Snowden, mit dem sozialistischen Schriftsteller Edward Carpenter, dem Dichter Walt Whitman, sowie mit Josephine Butler, Millicent Fawcett und Olive Schreiner. Die meiste Zeit in ihrem Leben als Erwachsene lebte sie mit ihren Schwestern Bessie und Emily in „Adel Grange“, dem Familienwohnsitz in Leeds, in den die Familie gezogen war, als sie elf Jahre alt war.
Bessie Ford starb 1919 und ihre Schwestern zogen in ein kleineres Haus um, das 1922 „Adel Willows“ genannt wurde. Isabella Ford starb am 14. Juli 1924.

## Anerkennung nach dem Tode
Fords Name und Bild (und jene von 58 anderen Unterstützern des Frauenwahlrechts) wurden in den Sockel der Millicent-Fawcett-Statue auf dem Parliament Square in London eingraviert, die Ende 2018 enthüllt wurde.

## Werke
- Miss Blake of Monkshalton (1890)
- On the Threshold (1895)
- Mr Elliott (1901)
- The Secret Diaries of Ciara Loughlin